# Eleocharis reverchonii
Eleocharis reverchonii är en halvgräsart som beskrevs av Henry Knute Knut Svenson. Eleocharis reverchonii ingår i släktet småsäv, och familjen halvgräs. Inga underarter finns listade i Catalogue of Life.